# Leonard Meldert
Leonard Meldert (* um 1535; † 8. April 1610 in Orvieto) war ein franko-flämischer Komponist, Organist und Kapellmeister der späten Renaissance, der überwiegend in Italien gewirkt hat.

## Leben und Wirken
Die Informationen über das Leben von Leonard Meldert sind bis heute nur spärlich und bruchstückhaft. Der Geburtsort des Komponisten konnte bisher nicht sicher ermittelt werden. Es gibt Hinweise auf Lüttich oder das Bistum Lüttich in wenigen älteren Quellen, doch deren Genauigkeit ist bisher nicht bestätigt. Der Musikforscher Simone Sorini hat gezeigt, dass es drei Ortschaften namens „Meldert“ in Flandern gibt, und eine davon ist heute ein Teil der Stadt Aalst in Ostflandern nahe der Grenze zum flämischen Brabant. Dokumente aus dem Archiv von Orvieto zeigen, dass sein Name im Zuge der damals üblichen Italienisierung auch als Lionardo oder Leonardo und als Melderti oder Malderti erscheint, gleichzeitig unter Wegfall des Zusatzes van („van Meldert“).
Musikforscher halten es für möglich, dass Meldert 1568 ein Schüler von Orlando di Lasso war, der seit 1556 am herzoglich bayerischen Hof in München als Musiker und Komponist wirkte. Der erste direkte Beleg über Melderts Wirken ist sein fünfstimmiges Madrigal Duolsi Giunon aver più lume, welches 1569 bei dem Verleger Girolamo Scotto in Venedig in der Sammlung Musica de Virtuosi della florida Capella dell’Illustrissimo ed Eccellentissimo Signo Duca di Baviera erschien. 1570 wurde seine Motette Erat quaedam foemina in die vierstimmige Sammlung Disieme livre de chansons a quatre parties d’Orland de Lassus et autres aufgenommen, die in Paris veröffentlicht wurde. Ab 1571 war er am Hof von Guidobaldo II. della Rovere in Urbino aktiv, und zwar bis zum Tod des Herzogs 1574. Als der Nachfolger von Guidobaldo, sein Sohn Francesco Maria II. della Rovere, die Herrschaft antrat, wurde dem Komponisten zusammen mit anderen Musikern der Hofkapelle gekündigt; dies geschah aus gewissen politischen Motiven, die auf Wunsch des neuen Herzogs mit einer finanziellen Reorganisation begründet waren.
Meldert trat anschließend mit großer Wahrscheinlichkeit in Ravenna in die privaten Dienste von Giulio Feltrio della Rovere, Kardinal von Urbino und Erzbischof von Ravenna, einem Bruder des verstorbenen Guidobaldo, dem der Komponist 1578 sein Primo libro di madrigali a 5 voci gewidmet hat. Giulio della Rovere hatte eine enge Verbindung mit seinem Neffen Francesco Maria, und auf Grund dieser Beziehung hoffte Meldert vielleicht auch, wieder nach Urbino zurückkehren zu können. In dem genannten Madrigalbuch gibt es auch ein Hochzeitslied (Coppia rara e gentile), das der Hochzeit von Francesco Maria mit Lucrezia d’Este im Jahr 1570 gewidmet war. Nach den wenigen vorhandenen Quellen hatte er auch einen eigenen Bezug zu der in Ferrara regierenden Familie d’Este, weil er mit Lucrezia in der Regierungszeit von Guidobaldo kurze Zeit zusammenarbeiten konnte; Lucrezia war eine Förderin des berühmten Komponisten Luzzasco Luzzaschi (1545–1607) und hat vermutlich einen künstlerischen Austausch zwischen dem flämischen und dem ferranesischen Komponisten herbeigeführt, wie es auch in dem Terzo libro di madrigali a cinque voci (1582) von Luzzaschi vermerkt ist.
Ab 1578 war Meldert nach Aussage des Musikforschers F. Piperno wieder in Urbino aktiv, und zwar als Kapellmeister der dortigen Kathedrale; im gleichen Jahr vertonte er als Erster das Gedicht Tirsi morir volea von Giovanni Battista Guarini, das danach von vielen anderen Madrigal-Komponisten in Musik gesetzt wurde. Nach Aussage von Simone Sorini, auf Grund von Dokumenten in Archiven Urbinos, war Meldert auf jeden Fall von September 1581 bis März 1590 Kapellmeister in Urbino. Im Archiv der Musikkapelle dieser Stadt sind noch die Responsori di natale (Responsorien auf Weihnachten) aufbewahrt, die wahrscheinlich von der Hand des gleichen Autors geschrieben wurden. Zum 1. April 1590 wurde Meldert Kapellmeister am Dom von Orvieto; vom 22. September 1593 bis 3. März 1594 war er auch Organist und Kapellmeister an der Kathedrale von Loreto. Noch im Jahr 1593 wurde sein sechsstimmiges Madrigal Cresci bel verde von dem Verleger Gardano in der nachmals berühmten Sammlung Il Lauro verde erneut gedruckt, einer wichtigen Sammlung, welche die bedeutendsten Polyphonisten dieser Zeit zusammenfasst.
Im Jahr 1603 oder 1604 wurde das Magnificat von Leonard Meldert in den „Codex 24“ des Musikarchivs im Mailänder Dom übertragen, 1604 zusätzlich drei seiner Messen. Die erste, Missa Ave Maris stella, sowie die zweite sind in dem typischen franko-flämischen Stil geschrieben, während die dritte, Missa Lauda Syon, sich auf den homorhythmischen Stil nach den neuen Regeln des Konzils von Trient zurückführen lässt. Diese Werke befinden sich auch im Manuskript Nr. 163 des Musikarchivs des Doms von Orvieto. Im Jahr 1609 ist Melderts Madrigal Il felici ora ch’Orfeo in eine andere wichtige Sammlung aufgenommen worden, nämlich in Sonetti novi sopra le ville di Frascati; diese Komposition war Felice Anerio gewidmet, der zu dieser Zeit Leiter der Sixtinischen Kapelle war. Am 8. April 1610 starb Meldert in Orvieto verstorben, er hinterließ sein Erbe seiner Frau Laura Mazzante und seinen Stiefsöhnen Alisandro und Luca Mazzante.

## Bedeutung
Nachdem Meldert als Komponist erst in jüngerer Zeit der musikwissenschaftlichen Forschung zugänglich geworden ist, stehen eingehende Untersuchungen seiner Kompositionen noch aus. Es scheint gesichert, dass er zunächst vom Stil Orlando di Lassos ausging und später teilweise die Öffnung zu einer mehr homophonen Schreibweise seiner Kompositionen anstrebte, wie das für viele Meister der 5. Generation der franko-flämischen Musik charakteristisch war, die an der Schwelle zum Generalbasszeitalter gestanden haben.

## Werke
- Madrigal „Duolsi Giunon di non aver più lume“ zu fünf Stimmen, in der Sammlung Musica de Virtuosi della florida Capella dell’Illustrissimo ed Eccellentissimo Signo Duca di Baviera, Venedig 1569
- Motette „Erat quaedam foemina“ zu vier Stimmen, in der Sammlung Disieme livre de chansons a quatre parties d’Orland de Lassus et autres, Paris 1570
- „Primo libro dei madrigali a cinque voci“, Venedig 1578
- „Responsori del natale“, Urbino 1581–1590
- Madrigal „Cresci bel verde“ zu sechs Stimmen, in der Sammlung Il Lauro verde, Venedig 1593
- Magnificat, Mailand 1603
- Messe Nr. 1, „Ave maris stella“, Orvieto 1604
- Messe Nr. 2, Orvieto 1604
- Messe Nr. 3 „Lauda Syon“, Orvieto 1604
- Madrigal „Felice ora ch’Orfeo“ in der Sammlung Sonetti novi sopra le ville di Frascati, Rom 1609